# Kaple svaté Anny (Moravské Budějovice)
Kaple svaté Anny stojí v ulici Peroutka čp. 674 v Moravských Budějovicích v okrese Třebíč. Barokní kaple je chráněnou kulturní památkou a náleží pod římskokatolickou farnost Moravské Budějovice, děkanství moravskobudějovické, diecéze brněnská.

## Historie

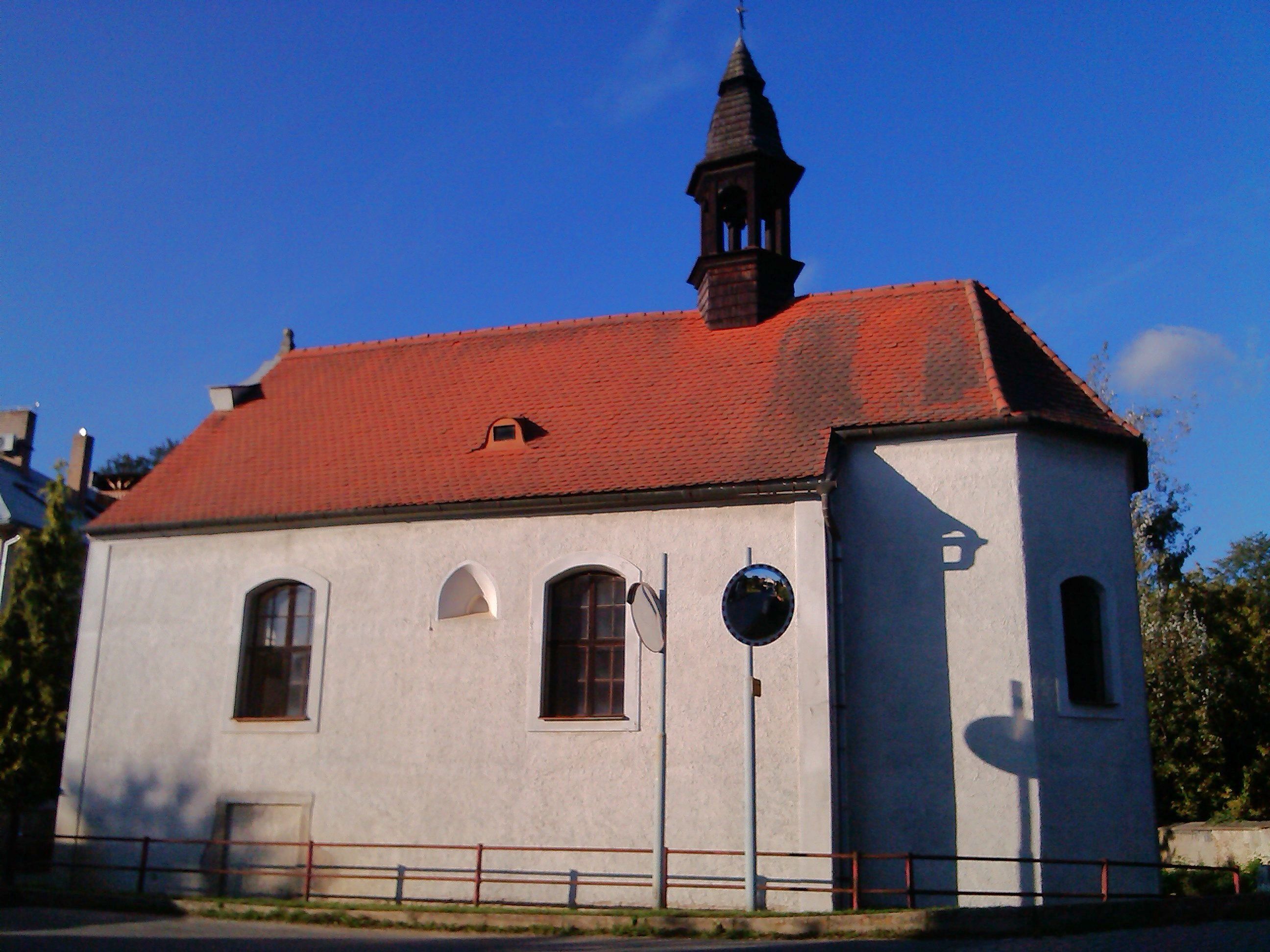
Boční fasáda s náznakem hrotitého okna a kamenným ostěním vchodu

V Moravských Budějovicích na předměstí, nazývaném Dolní Víska, byl před rokem 1406 založen klášter, jehož součástí byla gotická kaple svaté Anny. Klášter byl zbořen v letech 1985–1988, zbytek kláštera je zachován v podobě sakristie na severní straně kaple. Kaple ejen že byla v průběhu doby přestavována, ale také několikrát přesvěcena. Původně byla zasvěcena svatému Janu, v 17. století byla zasvěcena svatému Markovi a od 18. století je zasvěcena svaté Anně. V druhé polovině 16. století byla fasáda kaple opatřena sgrafitovou bosáží, která je v současné době (2025) překrytá hladkou šedivou omítkou. Kaple byla v roce 1715 nebo 1720 barokizována a byl přestavěn strop lodi. V roce 1853 byla šindelová střecha nahrazena pálenou střešní taškou. Další opravy proběhly v roce 1910, o čemž svědčil nápis: „OPRAVENO 1910“ ve štítu kaple. Z původní gotické kaple se dochoval v jižní stěně kamenný portál (obrys) a zazděné gotické okno, které prosvítá skrz novodobou omítku.

## Popis

### Exteriér
Kaple je volně stojící jednolodní stavba postavena na půdorysu obdélníku s ustupujícím polygonálním závěrem a sakristií na severní straně. Fasáda je členěna okenními osami, lizénovými rámy a korunní římsou. Na jižní straně je členěna dvěma okenními osami. Okna v šambráně mají segmentový záklenek. V polygonálním závěru jsou dvě okna v šambráně se segmentovým záklenkem. Štítové průčelí je prolomeno v ose vchodem s kamenným ostěním a lištou, který je o jeden stupeň pod úrovní silnice. V ose nad vchodem je oválné okno v profilované šambráně. Štít je zdoben lizénami. Na profilovanou korunní římsu nasedá sedlová střecha, nad závěrem je zvalbená, krytá bobrovkami. Na hřebenu střechy je polygonální zvonice ukončena helmou s makovicí a křížem. Zvonice je krytá šindelem.

### Interiér

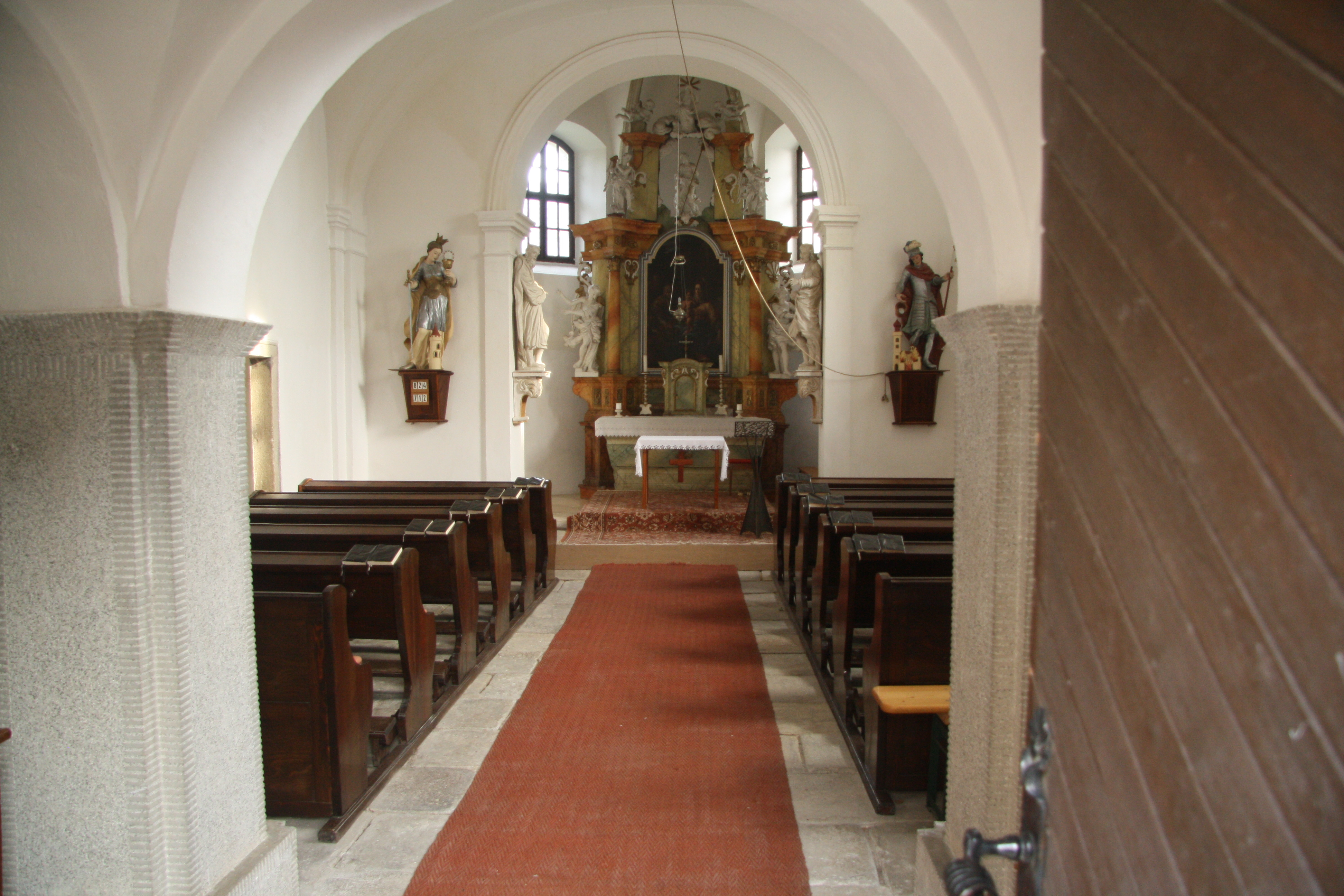
Interiér kaple

Loď je zaklenuta dvěma poli valené klenby s lunetovými výsečemi. V kněžišti je žebrová klenba s terčovým svorníkem v místě styku klínových žeber s výžlabkem. Sakristie má valenou klenbu s lunetami.

## Legenda
Podle legendy byly v roce 1278 převáženy ze Znojma do Prahy ostatky krále Přemysla Otakara II., který padl v roce 1278 v bitvě na Moravském poli. Tyto ostatky měly být na noc uloženy v kapli svaté Anny. Podle této legendy se usuzuje, že kaple byla postavena v době mezi 13. až 15. stoletím.